# Date Tanemune
Date Tanemune (伊達 稙宗?; 1488 – 16 luglio 1565) è stato un daimyō giapponese del periodo Sengoku.
Tanemune fu nominato shugo della provincia di Mutsu nel 1522. Compose il codice della famiglia Date, chiamato Jinkaishu, nel 1536. Poco dopo intervenne nel conflitto interno della famiglia Ōsaki e li portò sotto la sua influenza dando il suo secondo figlio come erede del clan.
Nel 1542 Tanemune annunciò l'intenzione di dare il suo terzo figlio Sanemoto in adozione al clan Uesugi, ma l'erede del clan, Date Harumune si oppose fermamente. Il conflitto tra padre e figlio sfociò in quello che viene chiamato conflitto Tenbun, nel quale servitori, vassalli e clan confinanti dei Date si schierarono da una parte o dall'altra. Alla fine Tanemune fu sconfitto e si fece da parte lasciando al suo erede Harumune un clan notevolmente indebolito.
Sua figlia sposò Sōma Akitane.